# Megachile devexa
Megachile devexa là một loài Hymenoptera trong họ Megachilidae. Loài này được Vachal mô tả khoa học năm 1903. Jnnncjvkv